# Petrobia barkolensis
Petrobia barkolensis är en spindeldjursart som beskrevs av Wang och Xiaolong Cui 1992. Petrobia barkolensis ingår i släktet Petrobia och familjen Tetranychidae. Inga underarter finns listade i Catalogue of Life.